# Associazione Calcio Viareggio 2001-2002
Questa pagina raccoglie le informazioni riguardanti l'Associazione Calcio Viareggio nelle competizioni ufficiali della stagione 2001-2002.

## Stagione
Tagliare i costi puntando solo sui giovani sono scommesse che alle volte non funzionano. Il Viareggio parte a razzo e illude i tifosi arrivando anche al primo posto in classifica. A metà campionato i meccanismi si guastano e i bianconeri precipitano in zona salvezza. Anche il cambio-allenatore non produce effetto. Anche in questa stagione, la salvezza passerà attraverso i play-out.
Le brutte notizie non sono mai sole: si vocifera che la società sia di nuovo in vendita.
Nella partita di andata il Viareggio coglie un pareggio per 2-2. Nel ritorno in casa perderanno 2-0 dalla Valenzana nei minuti finali, quando la salvezza era  a un passo. È di nuovo Serie D, Le Zebre retrocedono.

## Rosa
| N. |                   | Ruolo | Calciatore           |
| -- | ----------------- | ----- | -------------------- |
|    | Italia (bandiera) | A     | Aris Albetti         |
|    | Italia (bandiera) | C     | Luca Balducci        |
|    | Italia (bandiera) | C     | Massimo Belluomini   |
|    | Italia (bandiera) | P     | Alessandro Boldrini  |
|    | Italia (bandiera) | A     | Vitaliano Bonuccelli |
|    | Italia (bandiera) | D     | Fabio Bracco         |
|    | Italia (bandiera) | D     | Antonio Bucci        |
|    | Italia (bandiera) | C     | Antonio Cardona      |
|    | Italia (bandiera) | C     | Vincenzo Coppola     |
|    | Italia (bandiera) | D     | Marcello Ferrara     |
|    | Italia (bandiera) | D     | Lorenzo Fiale        |
|    | Italia (bandiera) | C     | Valerio Fommei       |
|    | Italia (bandiera) | C     | Carlo Fruzza         |
|    | Italia (bandiera) | D     | Gabriele Gemignani   |
|    | Italia (bandiera) | D     | Andrea Giallombardo  |

| N. |                        | Ruolo | Calciatore              |
| -- | ---------------------- | ----- | ----------------------- |
|    | Italia (bandiera)      | C     | Marco Giunta            |
|    | Italia (bandiera)      | D     | Luca Luzardi            |
|    | Italia (bandiera)      | C     | Daniele Mannini         |
|    | Italia (bandiera)      | P     | Simone Montanari        |
|    | Italia (bandiera)      | A     | Alessandro Muoio        |
|    | Italia (bandiera)      | D     | Nicola Novani           |
|    | Italia (bandiera)      | C     | Daniele Raffaelli       |
|    | Italia (bandiera)      | C     | Vito Redavid            |
|    | Italia (bandiera)      | D     | Maurizio Reddavide      |
|    | Italia (bandiera)      | A     | Davide Ricci            |
|    | Italia (bandiera)      | A     | Marco Sansovini         |
|    | Inghilterra (bandiera) | A     | Mark Shaw               |
|    | Italia (bandiera)      | D     | Daniele Storti          |
|    | Italia (bandiera)      | P     | Alessandro Testaferrata |
|    | Italia (bandiera)      | D     | Fabio Valotti           |

## Play-out
| Valenza_(Italia) 19 maggio 2002, ore 16:00 CEST andata                                           | Valenzana  | 2 – 2              | Viareggio | Stadio_comunale_(Valenza) |
| \| \| \| \| \| \| Marcatori \| Bonuccelli Redavid \| \| Delladonna \| Allenatori \| Maddaloni \| |            |                    |           |                           |
|                                                                                                  |            |                    |           |                           |
| Gol · Gol                                                                                        | Marcatori  | Bonuccelli Redavid |           |                           |
| Delladonna                                                                                       | Allenatori | Maddaloni          |           |                           |

| Viareggio 26 maggio 2002, ore 16:00 CEST ritorno                                                      | Viareggio  | 0 – 2                   | Valenzana | Stadio Torquato Bresciani |
| \| \| \| \| \| \| Marcatori \| 88’ Rossi 91’ Menegatti \| \| Maddaloni \| Allenatori \| Delladonna \| |            |                         |           |                           |
| |            |                         |           |                           |
| | Marcatori  | 88’ Rossi 91’ Menegatti |           |                           |
| Maddaloni                                                                                             | Allenatori | Delladonna              |           |                           |